# Trophée de France 2006
Navigation
Édition précédente Édition suivante
Le Trophée de France est une compétition internationale de patinage artistique qui se déroule en France au cours de l'automne. Il accueille des patineurs amateurs de niveau senior dans quatre catégories: simple messieurs, simple dames, couple artistique et danse sur glace. En 2006 il s'appelait également Trophée Eric Bompard.
Le vingtième Trophée de France est organisé du 17 au 19 novembre 2006 au palais omnisports de Paris-Bercy. Il est la quatrième compétition du Grand Prix ISU senior de la saison 2006/2007.

## Résultats

### Messieurs
| Rang | Nom             | Pays   | Points | Programme court | Programme court | Programme libre | Programme libre |
| ---- | --------------- | ------ | ------ | --------------- | --------------- | --------------- | --------------- |
| 1    | Brian Joubert   | France | 231.08 | 1               | 77.35           | 1               | 153.73          |
| 2    | Alban Préaubert | France | 211.72 | 2               | 71.38           | 2               | 140.34          |
| 3    | Sergei Dobrin   | Russie | 193.50 | 4               | 62.85           | 3               | 130.65          |
| 4    | Ilia Klimkin    | Russie | 187.16 | 3               | 64.80           | 4               | 122.36          |
| 5    | Patrick Chan    | Canada | 179.92 | 6               | 57.82           | 5               | 122.10          |
| 6    | Takahiko Kozuka | Japon  | 177.85 | 11              | 56.04           | 6               | 121.81          |
| 7    | Andrei Griazev  | Russie | 177.67 | 9               | 56.39           | 7               | 121.28          |
| 8    | Shawn Sawyer    | Canada | 177.51 | 8               | 56.54           | 8               | 120.97          |
| 9    | Yasuharu Nanri  | Japon  | 173.51 | 7               | 56.80           | 9               | 116.71          |
| 10   | Jérémie Colot   | France | 166.34 | 10              | 56.26           | 10              | 110.08          |
| 11   | Jamal Othman    | Suisse | 159.02 | 5               | 59.18           | 11              | 99.84           |

### Dames
| Rang | Nom                       | Pays         | Points | Programme court | Programme court | Programme libre | Programme libre |
| ---- | ------------------------- | ------------ | ------ | --------------- | --------------- | --------------- | --------------- |
| 1    | Kim Yuna                  | Corée du Sud | 184.54 | 1               | 65.22           | 1               | 119.32          |
| 2    | Miki Ando                 | Japon        | 174.44 | 2               | 65.02           | 2               | 109.42          |
| 3    | Kimmie Meissner           | États-Unis   | 158.03 | 4               | 52.56           | 4               | 105.47          |
| 4    | Joannie Rochette          | Canada       | 151.52 | 3               | 58.92           | 5               | 92.60           |
| 5    | Susanna Pöykiö            | Finlande     | 148.81 | 8               | 42.94           | 3               | 105.87          |
| 6    | Valentina Marchei         | Italie       | 129.73 | 7               | 46.02           | 6               | 83.71           |
| 7    | Christine Zukowski        | États-Unis   | 123.59 | 6               | 47.04           | 7               | 76.55           |
| 8    | Anne-Sophie Calvez        | France       | 123.26 | 5               | 50.96           | 8               | 72.30           |
| 9    | Nadège Bobillier-Chaumont | France       | 109.88 | 9               | 40.52           | 9               | 69.36           |
| 10   | Sonia Radeva              | Bulgarie     | 95.74  | 11              | 32.34           | 10              | 63.40           |
| 11   | Candice Didier            | France       | 91.68  | 10              | 32.42           | 11              | 59.26           |

### Couples
| Rang | Nom                                  | Pays       | Points | Programme court | Programme court | Programme libre | Programme libre |
| ---- | ------------------------------------ | ---------- | ------ | --------------- | --------------- | --------------- | --------------- |
| 1    | Maria Petrova / Aleksey Tikhonov     | Russie     | 174.27 | 1               | 61.64           | 1               | 112.63          |
| 2    | Rena Inoue / John Baldwin            | États-Unis | 164.73 | 2               | 57.44           | 2               | 107.29          |
| 3    | Julia Obertas / Sergei Slavnov       | Russie     | 153.55 | 3               | 55.30           | 3               | 98.25           |
| 4    | Elizabeth Putnam / Sean Wirtz        | Canada     | 151.71 | 4               | 53.48           | 4               | 98.23           |
| 5    | Li Jiaqi / Xu Jiankun                | Chine      | 134.95 | 5               | 51.02           | 5               | 83.93           |
| 6    | Dominika Piątkowska / Dmitri Khromin | Pologne    | 125.91 | 6               | 46.94           | 6               | 78.97           |
| 7    | Adeline Canac / Maximin Coia         | France     | 117.98 | 7               | 44.74           | 7               | 73.24           |
| 8    | Mélodie Chataigner / Medhi Bouzzine  | France     | 108.85 | 8               | 44.36           | 8               | 64.49           |

### Danse sur glace
| Rang | Nom                                     | Pays     | Points | Danse imposée | Danse imposée | Danse originale | Danse originale | Danse libre | Danse libre |
| ---- | --------------------------------------- | -------- | ------ | ------------- | ------------- | --------------- | --------------- | ----------- | ----------- |
| 1    | Albena Denkova / Maxim Staviski         | Bulgarie | 197.25 | 1             | 38.32         | 1               | 61.15           | 1           | 97.78       |
| 2    | Isabelle Delobel / Olivier Schoenfelder | France   | 194.62 | 2             | 37.65         | 2               | 59.25           | 2           | 97.72       |
| 3    | Federica Faiella / Massimo Scali        | Italie   | 176.62 | 3             | 33.63         | 3               | 54.76           | 3           | 88.23       |
| 4    | Tessa Virtue / Scott Moir               | Canada   | 160.12 | 5             | 31.29         | 8               | 45.08           | 4           | 83.75       |
| 5    | Anna Cappellini / Luca Lanotte          | Italie   | 159.77 | 6             | 31.18         | 4               | 49.58           | 5           | 79.01       |
| 6    | Nóra Hoffmann / Attila Elek             | Hongrie  | 155.36 | 7             | 30.54         | 6               | 47.93           | 7           | 76.89       |
| 7    | Nathalie Péchalat / Fabian Bourzat      | France   | 153.30 | 4             | 31.53         | 5               | 49.23           | 8           | 72.54       |
| 8    | Pernelle Carron / Matthieu Jost         | France   | 151.93 | 9             | 28.73         | 7               | 45.13           | 6           | 78.07       |
| 9    | Anastasia Grebenkina / Vazgen Azroyan   | Arménie  | 143.25 | 8             | 28.86         | 9               | 42.80           | 9           | 71.59       |
| 10   | Allie Hann-McCurdy / Michael Coreno     | Canada   | 132.73 | 10            | 25.36         | 10              | 41.01           | 10          | 66.36       |
| 11   | Huang Xintong / Zheng Xun               | Chine    | 126.70 | 11            | 23.97         | 11              | 38.91           | 12          | 63.82       |
| 12   | Zsuzsanna Nagy / György Elek            | Hongrie  | 123.16 | 12            | 22.97         | 12              | 36.21           | 11          | 63.98       |

## Sources
- Résultats du Trophée Eric Bompard 2006
- Patinage Magazine N°105 (Hiver 2006/2007)